# Sortand
Sortand (Melanitta nigra) er en fugleart i familien af egentlige andefugle. Arten yngler fra det østlige Grønland, Island og Storbritannien over Skandinavien og Finland til de nordlige dele af det vestlige og centrale Rusland. Det er en trækfugl, der overvintrer i Østersøen (inklusiv danske farvande), Europas og Nordafrikas atlanterhavskyster samt det vestlige Middelhav. Hannen er helt sort på nær et gult parti på næbbet og hunnen er brunlig med lys kind og strube.

## Sortand i Danmark
I Danmark er sortand en meget almindelig trækgæst. Særlig mange fugle ses i Vesterhavet ud for Fanø og Rømø.
Hanner og unge fugle trækker gennem landet i juli og august til deres fældningskvarterer i Kattegat og Vesterhavet. Hunnerne kommer først senere i september/oktober og ses mere spredt i de danske farvande. Det egentlige efterårstræk ses i slutningen af oktober og november måned ud, hvor sortanden trækker videre mod vest og sydvest, for at overvintre i andre dele af Europa. Forårstrækket passerer Danmark fra slutningen af april til midten af maj. Om natten kan stemmen gyv-gyv-gyv... høres fra overflyvende fugle.

## Arten opsplittet
Amerikansk sortand, der er udbredt fra det nordøstlige Sibirien til Alaska og Canada, var tidligere en underart af sortand, men regnes nu for en selvstændig art, Melanitta americana.